# The Man Who Turned to Stone
The Man Who Turned to Stone (también conocida como The Petrified Man)  es una película de ciencia ficción y terror en blanco y negro estadounidense de 1957 dirigida por László Kardos y protagonizada por Victor Jory, Ann Doran y Charlotte Austin. El guion fue escrito por Bernard Gordon bajo su seudónimo Raymond T. Marcus. The Man Who Turned to Stone se estrenó en 1957 en un doble programa junto con otra película producida por Katzman, Zombies of Mora Tau.

## Argumento
Un científico y sus camaradas permanecen inmortales gracias a que succionan las fuerzas vitales de la gente. La desventaja de esta forma de vida es que si dejan el hábito, se convierten en piedra.

## Reparto
- Victor Jory como el Dr. Murdock.
- Ann Doran como la Sra. Ford.
- Charlotte Austin como Carol Adams.
- William Hudson como el Dr. Jess Rogers.
- Paul Cavanagh como Cooper.
- Tina Carver como Big Marge Collins.
- Jean Willes como Tracy.
- Victor Varconi como el Dr. Myer.
- Friedrich von Ledebur como Eric (como Frederick Ledebur).
- George Lynn como el Dr. Freneau.

## Producción
Escrita por el guionista de la lista negra de Hollywood, Bernard Gordon, quien utilizó el seudónimo de Raymond T. Marcus para esta película.

## Recepción
The Encyclopedia of Science Fiction encontró que la película cubría temas que incluso en el momento de su estreno ya eran cosa del pasado. Afirmó que la película mezcla el género de delincuencia juvenil con el terror y la ciencia ficción, lo que ayuda a la película y que la actuación era creíble. Variety consideró que la película era una obra menor en el género de terror, adecuada para albergar la mitad inferior de un doble programa.